# Bythinella viridis
Bythinella viridis е вид коремоного от семейство Amnicolidae. Видът е световно застрашен, със статут Уязвим.

## Разпространение
Разпространен е във Франция.